# Āzād Kūh
Āzād Kūh (persiska: آزادكوه) är ett berg i Iran.   Det ligger i provinsen Mazandaran, i den norra delen av landet, 50 km norr om huvudstaden Teheran. Toppen på Āzād Kūh är 4 390 meter över havet.
Terrängen runt Āzād Kūh är kuperad åt nordost, men åt sydväst är den bergig. Āzād Kūh är den högsta punkten i trakten. Runt Āzād Kūh är det ganska glesbefolkat, med 39 invånare per kvadratkilometer. Närmaste större samhälle är Darband Sar, 16,7 km söder om Āzād Kūh. Trakten runt Āzād Kūh består i huvudsak av gräsmarker.